# Vojenský hřbitov Rudé armády v Hlučíně
Vojenský hřbitov Rudé armády v Hlučíně je kulturní památka České republiky a pietní místo, kde jsou pohřbení vojáci Rudé armády, kteří zahynuli během bojů na východní frontě druhé světové války, především v bitvách probíhajících v oblasti nacistického Německa, Československa a Druhé Polské republiky. Těla padlých vojáků byly následně převezeny do Hlučína, kde byly pohřbeny.
Hřbitov byl založen v roce 1945. Dnešní rozloha hřbitova je přibližně 5 hektarů s více než 3 tisíci hroby, z nichž většina je označena jen jménem, hodností a národností vojáka. V roce 1965 byl hřbitov renovován, během renovace byly postaveny pomníky a památník. Vojenský hřbitov Rudé armády v Hlučíně je památníkem druhé světové války a místo vzpomínek na padlé vojáky ve službě své země.